# Oberkrüchten
Oberkrüchten is een dorp in de gemeente Niederkrüchten, Kreis Viersen.
Oberkrüchten ligt op een hoogte van ongeveer 68 meter. In de nabijheid ligt het Duitse bosgebied Meinweg dat aansluit bij het (Nederlandse) Nationaal Park De Meinweg.

## Kerk
Oberkrüchten werd in 1400 voor het eerst vermeld als in het bezit van een kerkgebouw, dat  waarschijnlijk onderhorig was aan de parochie van Niederkrüchten en gewijd was aan Sint-Maarten (Sankt Martinskirche). Er stond een toen een kapel op de plaats waar in de 15e eeuw een laatgotische kerk werd gebouwd. Deze kerk brandde af in 1675, waarbij slechts het koor gespaard bleef. In 1678 werd een nieuw schip in barokstijl gebouwd. De westtoren is van 1901.

## Externe bron
- Gemeente Niederkrüchten - bezienswaardigheden

## Nabijgelegen kernen
Niederkrüchten, Elmpt, Herkenbosch, Dalheim-Rödgen, Arsbeck